# Ron Silver
Ron Silver (Nova Iorque, 2 de Julho de 1946 – Manhattan, 15 de Março de 2009) foi um ator, diretor, produtor cinematográfico e ativista político norte-americano.
Morreu de câncer aos 62 anos.

## Trabalhos
Televisão
- Chicago Hope
- Law & Order
- Rhoda
- Skin
- Veronica's Closet
- Heat Vision and Jack
- Billionaire Boys Club
- The West Wing
- Wiseguy

Teatro
- Hurlyburly
- Speed The Plow (Tony e Drama Desk Awards)
- Social Security

Filme
- Word of Honor
- Best Friends
- Find Me Guilty
- Kane and Abel
- The Entity
- Silent Rage
- Silkwood
- Reversal of Fortune
- Enemies, a Love Story
- Garbo Talks
- Timecop
- Master Spy - The Robert Hanssen Story
- The Arrival
- Rhapsody In Bloom
- Blue Steel
- Broken Promises: The United Nations at 60
 (diretor, produtor executivo, narrador)
- FahrenHYPE 9/11
- Jack
- Ali
- The Ten
- My Father's Will

## Morte
Silver estava com sua família em Nova York, e que ele vinha lutando há dois anos contra um câncer de esôfago., isto é, desde 2007.
"Ron Silver morreu em paz durante o sono com a família ao seu redor na manhã de domingo", disse Robin Bronk, diretor executivo da Coalizão Criativa, a qual Silver ajudou a fundar.